# Gościejewo (Grande-Pologne)
Pour les articles homonymes, voir Gościejewo.
Gościejewo (prononciation : [ɡɔɕt͡ɕɛˈjɛvɔ]) est un village polonais de la gmina de Rogoźno dans le powiat d'Oborniki de la voïvodie de Grande-Pologne dans le centre-ouest de la Pologne.
Il se situe à environ 6 kilomètres au nord-ouest de Rogoźno (siège de la gmina), à 18 kilomètres au nord-est d'Oborniki (siège du powiat), et à 43 kilomètres au nord de Poznań (capitale de la Grande-Pologne).

## Histoire
De 1975 à 1998, le village faisait partie du territoire de la voïvodie de Piła.

Depuis 1999, Gościejewo est situé dans la voïvodie de Grande-Pologne.
Le village possède une population de 700 habitants en 2012.